# ドブ・フローマン
ドブ・フローマン（ヘブライ語: דב פרהומן、英語: Dov Frohman、またはドブ・フローマン＝ベンチュコブスキー(Dov Frohman-Bentchkowsky)、1939年3月28日 - ）は、イスラエルの電気工学者、経営者であり、EPROMの発明者である。インテルの元ヴァイスプレジデントで、インテル・イスラエル社創設者・初代ゼネラル・マネージャーである。

## 若年期と教育
ドブ・フローマンは第二次世界大戦が始まる5ヶ月前の1939年3月にオランダ・アムステルダムで生まれた。彼の両親は、ポーランドでの反ユダヤ主義の高まりから逃れて1930年代初頭にオランダに移住してきたユダヤ系ポーランド人だった。1942年、ドイツによる低地諸国侵攻の後、ナチスによるオランダのユダヤ人コミュニティへの支配が強化されたため、彼の両親は子供をレジスタンスの知人に預けることにした。フローマンが預けられたのは、ベルギーとの国境近くの北ブラバント州のスプラング＝カペレ村に住む正教会教徒の農家のファン・ティルボルフ家だった。ファン・ティルボルフ家は終戦までフローマンを匿った。彼の両親はホロコーストにより死亡した。
戦後、親戚の紹介でイスラエルへ移り、戦争で両親を亡くしたユダヤ人孤児のための孤児院で数年間過ごした後、1949年、建国したばかりのイスラエルに帰化した。親戚の家の養子となってテルアビブで育ち、イスラエル軍に従軍した。1959年、電気工学を学ぶためにイスラエル工科大学に入学した。1963年に大学を卒業後、アメリカに渡り、カリフォルニア大学バークレー校で修士号と博士号を取得した。1965年に修士号を取得した後、フェアチャイルドセミコンダクターの研究開発部門に就職した。

## EPROMの開発
1969年に博士号を取得した後、元フェアチャイルドのゴードン・ムーア、ロバート・ノイス、アンドルー・グローヴを追って、その前年に設立されたインテルに入社した。
消去可能でありながら簡単に再プログラムが可能な初の不揮発性半導体メモリであるEPROMのコンセプトをフローマンが開発したのは、1970年に彼が初期のインテル製品の故障をトラブルシューティングしていたときだった。当時、半導体メモリには2つのタイプがあった。ランダムアクセスメモリ(RAM)は、プログラムするのは簡単だったが、電源が切れるとチップの電荷（すなわちチップにエンコードされた情報）が失われてしまう。これを「揮発性」という。リードオンリーメモリ(ROM)は対照的に「不揮発性」であり、チップ内に符号化された情報は固定されていて、変更することはできない。ROMをプログラミングするプロセスは、時間と手間がかかる。一般的に、データは工場で焼き込む必要があり、マスキングと呼ばれるプロセスを経てチップに物理的に埋め込まれ、完成までには通常数週間を要した。そして、一度プログラムされたROMチップ内のデータは、変更することができなかった。
EPROMは、不揮発性でありながら再プログラムが可能である。EPROMは、フラッシュメモリの技術につながる技術革新と開発のきっかけとなった。EPROMは、パーソナルコンピュータ業界における重要な技術革新でもあった。インテルの創業者ゴードン・ムーアは、「マイクロコンピュータ業界の発展において、マイクロプロセッサそのものと同じくらい重要である」と言った。1980年代に入っても、それはインテルで最も収益性の高い製品であることに変わりはなかった。

## インテル・イスラエル
EPROMの発明の後、フローマンはガーナのクマシにあるクワメ・エンクルマ科学技術大学で電気工学を教えるためにインテルを退社した。1973年にインテルに復帰したが、彼の長期的なビジョンは、イスラエルに戻って、そこに技術研究センターを作ることだった。1974年、彼はインテルがハイファに小型チップ設計センターを設立するのを支援した。インテルが国外に拠点を置いたのはこれが初めてだった。イスラエルに戻ってからは、ヘブライ大学応用科学部で教鞭をとる傍ら、インテルのコンサルタントとしても活動した。1985年、インテル初の国外半導体工場をエルサレムに設立することについてイスラエル政府と交渉した後、ヘブライ大学の職を辞してインテル・イスラエルのジェネラル・マネージャーに就任した。
1991年、湾岸戦争中にイラクがスカッドミサイルでイスラエルを攻撃し、イスラエルの民間防衛当局は不要不急の事業を全て閉鎖するように勧告したが、フローマンはインテル・イスラエルの事業を継続した。その結果、インテル・イスラエルは、戦争中も営業を続けた数少ない企業の一つとなり、製造業では唯一であった。フローマンは『ハーバード・ビジネス・レビュー』の記事で戦時中の経験を述べている。1995年には、イスラエル南部のネゲヴの砂漠地帯の端にあるキルヤット・ガトという町に、2つ目の半導体工場を誘致した。
現在、インテル・イスラエルは、ワイヤレス技術のグローバル研究開発の本部となっている。ここでは、ノートPCを対象としたプラットフォームであるCentrinoや、先進的なマイクロプロセッサ製品が開発された。また、チップ製造の主要拠点でもある。2008年には、35億ドルを投資してキルヤット・ガトに7,000人の従業員を擁する第2の半導体工場が開設された。2007年のインテル・イスラエルの輸出総額は14億ドルで、イスラエルの電子・情報産業の輸出総額の約8.5%を占めている。
フローマンは2001年にインテルを退職した。

## 賞と栄誉
- 1986年 - IEEEジャック・A・モートン賞 - 固体デバイスの分野での功績に対して
- 1991年 - イスラエル賞[7]
- 2008年 - エジソンメダル - 電気工学分野での功績を称えて
- 2009年 - 全米発明家殿堂殿堂入り
- 2018年 - コンピュータ歴史博物館フェロー（コンピュータの殿堂）[8]

彼はイスラエル科学・人文アカデミーの会員である。